# ゲーム・史上最大の作戦
『ゲーム・史上最大の作戦』（ゲーム・しじょうさいだいのさくせん）は、1986年10月9日から同年11月6日までTBS系列局で放送されていたTBS製作のバラエティ番組（ゲーム番組）である。その後も1986年11月13日から1987年3月26日まで『加ト茶の史上最大の作戦!!』（かとうちゃのしじょうさいだいのさくせん）と題して放送されていた。全23回（5回＋18回）。放送時間は毎週木曜 19:20 - 20:00 （日本標準時）。

## 概要
毎回1000人の参加者たちが様々なゲームに挑戦していた、勝ち残り方式のアトラクション番組。最終ステージの勝者1人だけが優勝となり、豪華賞品を獲得できた。キャッチフレーズは「出ました1000人、そのうち1人」。
番組の収録は、当初は施設名も所在地も不明の体育館で行われていた。1986年11月6日放送分からは、この番組のためだけに横浜市緑区の緑山スタジオ内に設けられた「ジャンボ・スタジオ」で行われていた。

## 司会
- 加藤茶（ザ・ドリフターズ）
- 鈴木保奈美 - この番組が鈴木のバラエティ番組初司会作となった（テレビデビューは同局のドラマ『遊びじゃないのよ、この恋は』）。
- 小野ヤスシ
- コント松竹梅

## 放送リスト
| 回 | 放送日         | サブタイトル                                | 備考                                   |
| -- | -------------- | ------------------------------------------- | -------------------------------------- |
| 1  | 1986年 10月9日 | 出ました千人！そのうち一人!!                |                                        |
| 2  | 10月16日       | それは1000人大ジャンケンで始まった!!        |                                        |
| 3  | 10月23日       | 決死のサバイバルゲーム・ザ・脱獄!!          |                                        |
| 4  | 10月30日       | 全長15メートル足は80本!? 特大ムカデ競走     |                                        |
| 5  | 11月6日        | ゲームの殿堂！緑山ジャンボ・スタジオ完成!!  | この回から緑山ジャンボ・スタジオで収録 |
| 6  | 11月13日       | サッチャー首相と三波春夫どちらが年上!?      | この回をもって改題                     |
| 7  | 11月20日       | 第1問は何!? 1000人パニック緑山大捜査線      |                                        |
| 8  | 11月27日       | 無敵のジャンケン仙人 緑山の原野に出現!!     |                                        |
| 9  | 12月4日        | さらに過激に登場！決死の闘い ザ・脱獄       |                                        |
| 10 | 12月11日       | 場内大興奮！激突ジャンボ綱引きで大混乱!?    |                                        |
| 11 | 12月18日       | 究極の頭脳戦！ひらがなパニックで大混乱!?    |                                        |
| 12 | 1987年 1月8日  | 執念！有名人年上クイズで奇跡の正解率        |                                        |
| 13 | 1月15日        | 集中砲火 千発の弾丸にキミは耐えられる!?     |                                        |
| 14 | 1月22日        | 渦巻くミステリー？謎の秘密指令は何か？      |                                        |
| 15 | 1月29日        | ナチスドイツの魔手！失格者は強制連行        |                                        |
| 16 | 2月5日         | 護送トラック場内に乱入？今日の秘密指令は!?  |                                        |
| 17 | 2月12日        | 手に汗握る5番勝負！熱闘・ジャンボ綱引き     |                                        |
| 18 | 2月19日        | カメラさんもブッ飛ぶ!? 激走 大玉ころがし    |                                        |
| 19 | 2月26日        | なぞの司会者現る！ゲームは混乱するばかり    |                                        |
| 20 | 3月5日         | そんなのあり!? ジャンケンの強い人に         |                                        |
| 21 | 3月12日        | 突然の三択クイズ！西暦2000年エトは何!?      |                                        |
| 22 | 3月19日        | 難問続出狭き門 これが究極の知識クイズだァ!! |                                        |
| 23 | 3月26日        | 冷酷・残酷・無責任？これが史上最後の作戦!!  |                                        |

『朝日新聞』朝日新聞社、1986年10月9日 - 1987年3月26日。同日付のラジオ・テレビ欄より。

## ゲーム
一部のコーナー解説に付されている★印については、別節を設けて後述する。
- 1000人大ジャンケン
- タイムランナー
- THE 脱獄 - 脱獄をテーマにした障害物競走。参加者は囚人の、スタッフは刑務官のコスプレをしていた。制限時間内もしくは規定人数内に鍵を開けられれば勝ち抜けとなった。
- ひらがなパニック - 参加者たちがひらがな1文字（「あ」から「ん」まで。濁音・半濁音も含む）が書かれたボードを1枚だけ持ち、5人集まって5文字の言葉を作って勝ち抜けるゲーム。最初の1文字は先に司会者側で決めておき、8人集まって9文字の言葉を作るバージョンのゲームもあった。言葉ができたらステージへ上がり、ボードを頭上に掲げて意味のある言葉かどうかを判定器で判定してもらう。判定器の中には3人の判定員が入っており、3人が揃って赤旗を上げれば挑戦者たちは勝ち抜けとなるが、1人でも白旗を上げると失格となった。
- フリスビーゲーム（正式名称不明） - 周囲に画鋲を付けたフリスビーを投げ、目の前にある風船を割るゲーム。成績上位の挑戦者が駒を進められる。なお、このゲームは安全のために周りに網を張っておき、ゲームの開始前にも司会の加藤と鈴木が「このゲームは危険ですから、真似しないで下さい」と警告していた。
- （タイトル不明）★ - 椅子取りゲームと同じ要領で数ラウンド行うが、椅子は挑戦者プラス1個が用意されている。椅子に内蔵されたボックスの中には、勝ち抜けできる人数分だけ金色のボールが入っている。このため、音楽が鳴り終わっても椅子に座らず、どの椅子に座ろうか迷っている挑戦者もいた。最初に誰も座らなかった椅子からボールを引き、引いたボールが金色であれば敗者復活が決まった。そして挑戦者が自分のボックスからボールを引き、金色であれば次のラウンドへ進めるが、黒色であれば脱落となった。挑戦者が椅子の周りを回る時の音楽は、ザ・ドリフターズの「誰かさんと誰かさん」であった。
- 抜けるのは誰だ!?★ - ゲームではないが、途中で自分の意思でゲームから抜けたい（脱落したい）人は、音楽が鳴っている間（約7秒間）に「RETIRE GATE」と表示してある門をくぐる。抜けた人は10万円相当の商品を貰えた（抽選で5名まで）。抜けた人数だけ敗者復活が決まった。
- 天使のロシアンルーレット - 最終ステージのゲーム。文字通りのロシアンルーレットだが、もちろん実弾ではない。一発だけ弾の入った銃を交互に撃ち、先に頭上にある風船を割った方が優勝となった。豪華賞品を獲得できたが、風船が割れるとシャンパンを浴びる仕掛けがしてあった。敗者は、参加者たちが帰宅した後にひとりで「準優勝ゲーム」（通称：地獄のロシアンルーレット）に挑戦させられることもあった。これもロシアンルーレットで、本編とは逆に複数弾の入った銃を一発だけ撃ち、風船が割れなければ賞品獲得。しかし、失敗すると水浸しもしくは粉まみれになる上、賞品も貰えずに失格となった。その場合、賞品は視聴者へのプレゼントにされた。
- このほか、ゲームの終了後に敗者が悔しがりながらインタビューに答えるミニコーナー「敗者ムチ打ちインタビュー」も放送された。

## 敗者復活のコーナー
上記の★印ありのコーナーで敗者復活が決まると行われるコーナー。司会者側が「復活BOX」と記されているボックスからゼッケン番号が書かれた紙を1枚引き、加藤がゼッケン番号を読み上げるとこの時点で復活者が決まった。復活できた出場者は、以降赤い文字で「敗者復活」と書かれた黄色い鉢巻をつけてゲームに参加した。
| TBS系列 木曜 19:20 - 19:58                      | TBS系列 木曜 19:20 - 19:58                                                                                             | TBS系列 木曜 19:20 - 19:58                   |
| 前番組                                          | 番組名 | 次番組                                       |
| ----------------------------------------------- | --- | -------------------------------------------- |
| ザ・チャンス! （1986年4月10日 - 1986年10月2日） | ゲーム・史上最大の作戦 （1986年10月9日 - 1986年11月6日） ↓ 加ト茶の史上最大の作戦!! （1986年11月13日 - 1987年3月26日） | パパ大好き! （1987年4月9日 - 1987年9月24日） |